# Fodina albicincta
Fodina albicincta är en fjärilsart som beskrevs av Walker 1873. Fodina albicincta ingår i släktet Fodina och familjen nattflyn. Inga underarter finns listade i Catalogue of Life.